# Padilla, Bolivia

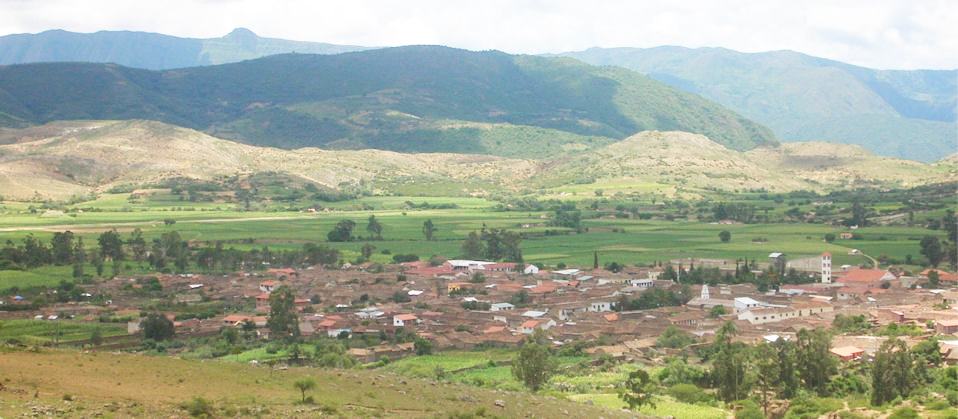
Vy över Padilla.

Padilla är en kommun och centralort i den bolivianska provinsen Tomina i departementet Chuquisaca.